# 自由總會
港九電影戲劇事業自由總會於1953年成立，通常簡稱自由總會，是香港電影業的右派工會組織；由親台灣電影業人士發起組成。自由總會由中華民國政府提供支持，有審查香港電影往台灣上映的權力。

## 歷史
张善琨、王元龍最先在1953年在港發動成立「港九電影從業人員自由工會」，1957年改名為「港九電影戲劇事業自由總會」，80年代中起改名為「港九電影戲劇事業自由總會有限公司」。成立後在香港成為親中華民國「右派」電影勢力的中心；與長城、鳳凰等親中華人民共和國「左派」電影公司展開政治抗爭。自由總會受台灣政府委任，審查港產片往台上映資格。按當時規定，香港電影若有左派資金，製作人員、演員中有非自由總會會員，將不獲准在台上映。左派出身、曾與左派電影公司合作，甚或曾往中國大陸拍攝的電影人，加入自由總會前必須公開明確表明悔意及以後反共立場。1990年代中以前，香港電影為進入台灣市場，不少從業員都加入自由總會成為會員。
1973年，淡出香港永华影业经营权的張善琨遗孀童月娟转入政界发展，出任港九电影戏剧事业自由总会主席，负责审核销往台湾的香港电影的政治实质审查。事实上，童月娟从1953年开始每年在香港演艺界组团前往台湾参加劳军、双十国庆与“蒋总统诞辰”等纪念活动。1981年童月娟以“梁瑞英”之名獲选中华民国监察院的侨选监察委员，享有台湾的国会议员调查权、监察权、部分官员同意权等权利。1983年梁家辉及李翰祥二人赴中国内地拍片《火烧圆明园》，童月娟建议台湾禁止梁家辉、李翰祥入台并禁演该两人所有影片，除非二人登报发表反共悔过声明。1993年童月娟辞去长达20年的港九自由影剧协会主席，随即移民加拿大。
其實不少今日的天王巨星，也因為台灣市場而是自由總會會員，當中，現仍活躍於螢幕的著名影人馮淬帆更是自由總會的骨幹成員。

## 主席
- 黃也白1966年至1973年
- 陳漢民
- 梁風
- 羅斌[5]